# Anguciana
Anguciana es un municipio y localidad de España, en la comunidad autónoma de La Rioja. Se sitúa en el noroeste de la provincia. Depende del partido judicial de Haro.

## Historia
En una escritura del año 1093 se menciona que falleció ese año don Lope señor de Vizcaya, Guipúzcoa, Álava y Nájera, donando sus posesiones a sus hijos entre los que esta doña Toda, señora de Anguciana en La Rioja, que se casa con don Lope González de Arzamendi.
En 1121, Toda López de Haro y Álvarez, hija de Lope Íñiguez, señora de Anguciana, donó al Monasterio de Santa María la Real de Nájera toda su herencia en Cihuri y también “post mortem nostram, casam nostram quae est in Angunciana sicut tenuimos et habuimus in vita nostra”. Suscribe la escritura Diego López I de Haro, hermano de Toda. Se hizo esta escritura "regnante rege Aldefonso in Castella, et in Alava, et in Pampilona, et in Aragone, et i Ribacurta". Se trata del rey Alfonso I de Aragón, llamado el Batallador.
Desde el siglo XIV fue Señorío de los Salcedo, quienes habitaron la Torre Fuerte situada cerca del puente del río Tirón y de la que hoy se conserva alguna aspillera y el ingreso sur. El Señorío fue otorgado por Enrique III de Castilla a Juan Alfonso de Salcedo por privilegio fechado el 8 de marzo de 1394, en consideración y remuneración a los muchos y buenos servicios hechos al señor Juan I de Castilla (su padre) en la guarda de su cuerpo. Por otra merced de 12 de febrero de 1397 le concede licencia para hacer en dicho lugar una casa tan fuerte y tan cumplida, como el mismo Rey la podría mandar hacer para sí mismo.
En el año 1790 Anguciana es uno de los pueblos fundadores de la Real Sociedad Económica de La Rioja, una de las sociedades de amigos del país fundadas en el siglo XVIII conforme a los ideales de la ilustración.
En el diccionario de España y sus posesiones de ultramar de Pascual Madoz publicado entre 1846 y 1850 y en el de diccionario de La Rioja de Ángel Casimiro de Govantes publicado en 1846, la localidad aparece mencionada como Angunciana.
Según Pascual Madoz en su Diccionario geográfico-estadístico-histórico de España y sus posesiones de Ultramar publicado entre 1846 y 1850, Anguciana  tenía entonces cien casas, con un palacio para el señor del pueblo, casa municipal en cuyo recinto había una escuela a la que asistían de 80 a 90 niños de ambos sexos y un maestro.Tenía 50 bodegas escabadas en una peña y un lavadero.  Su principal sector económico era la agricultura de trigo, cebada, vino, legumbres y hortalizas, además de poseer ganado vacuno, porcino, lanar, caprino y mular preciso para la labranza. También contaba con quince trujales o prensas para elaborar vino y un molino harinero. Tenía parte de sus ingresos en la exportación de vino a las provincias vascas y a la montaña de Santander y Burgos, así como importaciones en productos textiles, coloniales y ultramarinos.

## Geografía humana

### Demografía
Cuenta con una población de 427 habitantes (INE 2024).
| Gráfica de evolución demográfica de Anguciana entre 1842 y 2021                                                       |
| |
| Población de derecho según los censos de población del INE. Población de hecho según los censos de población del INE. |

En el censo de población de la Corona de Castilla del siglo XVI aparece erróneamente con el nombre de Anguiana, con un total de 61 vecinos, 305 habitantes. 
En los censos del siglo XIX figura con Oreca, que fue de los Padres Bernardos de Herrera y hoy es barrio de Anguciana, a la izquierda del río Tirón, en la carretera hacia Cihuri.
El censo para la formación de la provincia de Logroño de 1840 recuenta “106 vecinos, 474 almas”.
Desde los años 40 el municipio venía perdiendo población, a lo que se sumó el éxodo de los años 70. Pero el municipio ha sido uno de los que, proporcionalmente, ha mostrado un mayor crecimiento demográfico en La Rioja en los últimos años. Ha ganado 112 habitantes (34%) aumento que fue particularmente fuerte entre 2005 y 2006 (93 habitantes). 
A 1 de enero de 2010 la población ascendía a 510 habitantes, 281 hombres y 229 mujeres.

## Economía Local
Aunque la economía local siempre se ha basado en la agricultura de cereal y viñedo; en los últimos años la población ha sufrido un repunte industrial con pequeñas carpinterías de madera y metálicas. Pero sobre todo con un par de empresas dedicadas al riego y a la calderería. Esta última se ha convertido, por volumen de empleados y tecnología, en una de las industrias más importantes de la comarca.

## Administración
| Periodo   | Nombre                                          | Partido |
| --------- | ----------------------------------------------- | ------- |
| 1979-1983 | Pascual Peña Rojo / José Ignacio Martínez Gómez | UCD     |
| 1987-1991 | Armando Gómez Ruiz                              | CDS     |
| 1991-1995 | Armando Gómez Ruiz                              | CDS     |
| 1995-1999 | Basilio José Ruiz Pérez                         | PP      |
| 1999-2003 | Jorge Loyo Mendoza                              | PP      |
| 2003-2007 | Basilio José Ruiz Pérez                         | PP      |
| 2007-2011 | Jorge Loyo Mendoza                              | PP      |
| 2011-2015 | Jorge Loyo Mendoza                              | PP      |
| 2015-2019 | Jorge Loyo Mendoza                              | PP      |
| 2019-2023 | Jorge Loyo Mendoza                              | PP      |

El alcalde de Anguciana recibe como prestación económica por su trabajo al frente del ayuntamiento 20.000 € en régimen de dedicación parcial (ISPA 2021).

## Lugares de interés

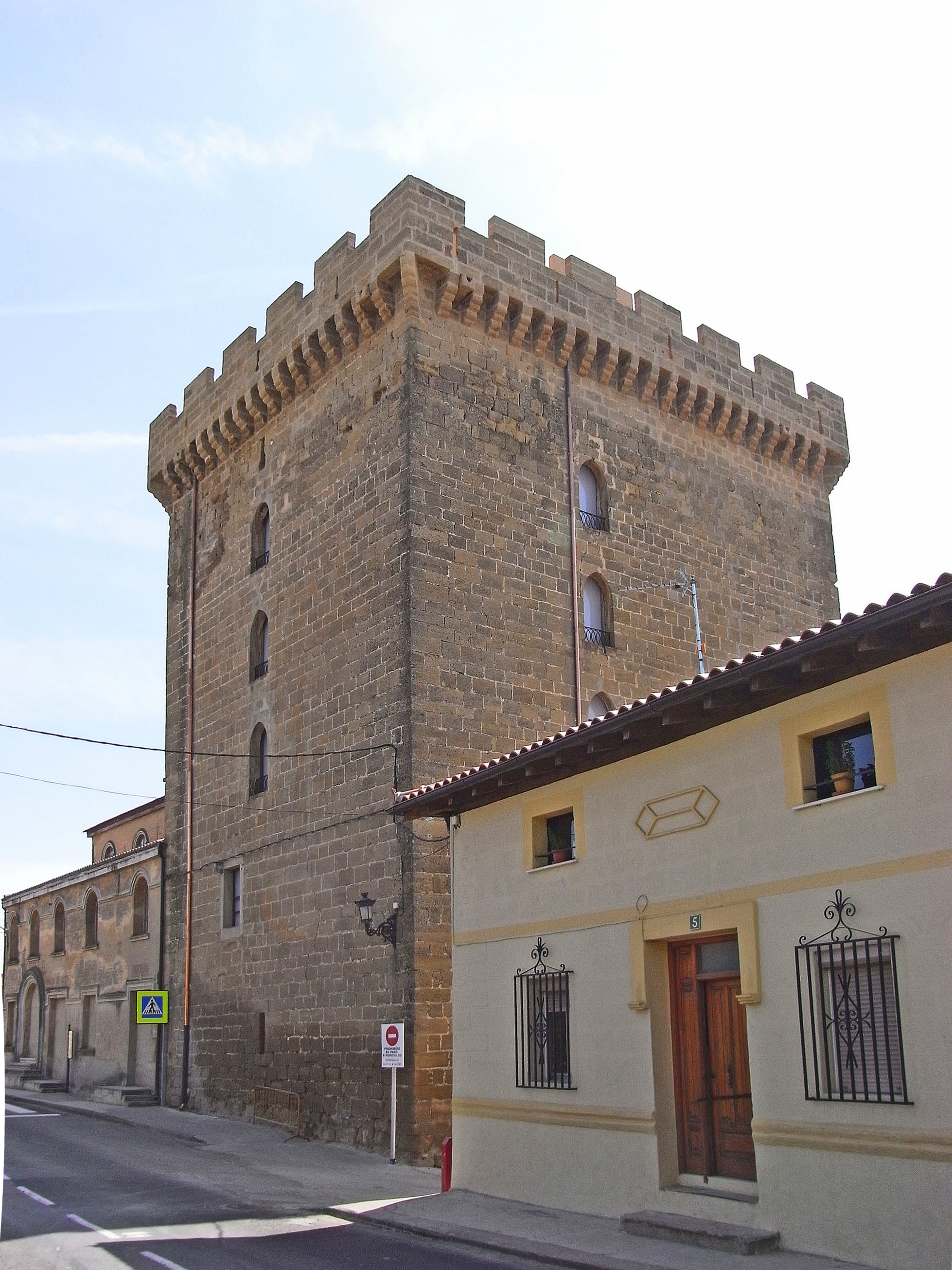
Torre Fuerte de Anguciana.

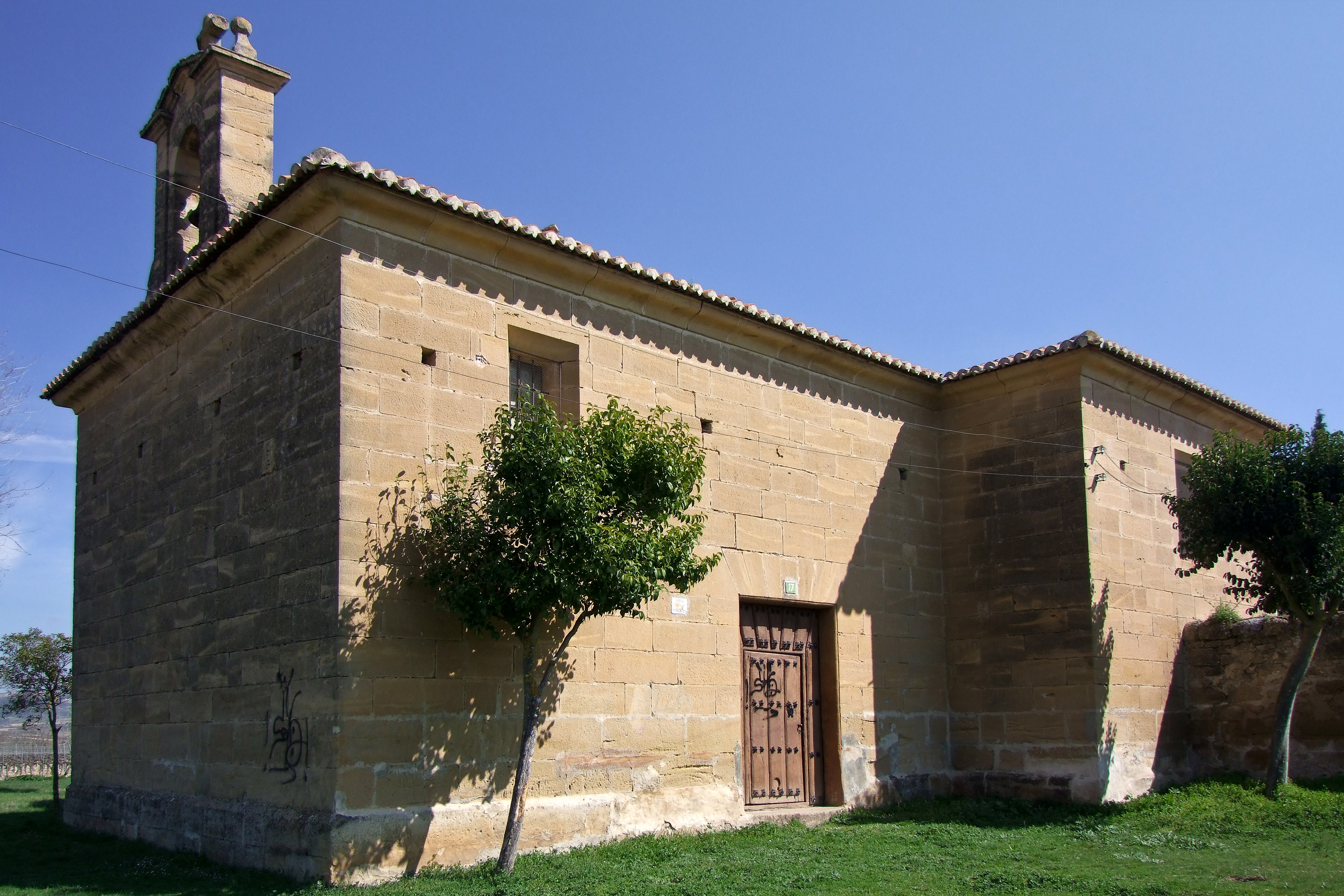
Ermita de la Concepción.

### Edificios y monumentos

#### Torre fuerte de los Salcedo
Buena muestra de arquitectura militar, la torre de estilo gótico empezó a ser construida en 1397 por Juan Alfonso de Salcedo junto al puente del río Tirón, después de que Enrique III de Castilla le concediese el señorío de Anguciana por sus servicios prestados a la corona y de que le diese permiso (obligatorio en la época) para construir la fortaleza.
Está construida en piedra de sillería. Su planta es rectangular. La parte superior se encuentra rematada por almenas y matacanes, aunque el segundo nivel de estos son un añadido reciente. Se conservan algunas saeteras del edificio original. En sus muros se han practicado en épocas recientes diferentes ventanales en ojiva y aspillera, además de haber sido dividido en varias plantas.
En 1920 fue vendida a una comunidad de franciscanos del Perú que instalaron un colegio. Posteriormente fue adquirida por un particular. 
Se conserva en buen estado.

#### Iglesia de San Martín
La construcción de la iglesia se inició a principios del siglo XVI. Las dos capillas del primer tramo, la parte inferior de la torre, la portada y la reforma de la cabecera son del siglo XVII. La capilla del segundo tramo es del siglo XVIII. El resto del siglo XIX, a excepción de los cuerpos superiores de la torre del siglo XX.

#### Puente sobre el río Tirón

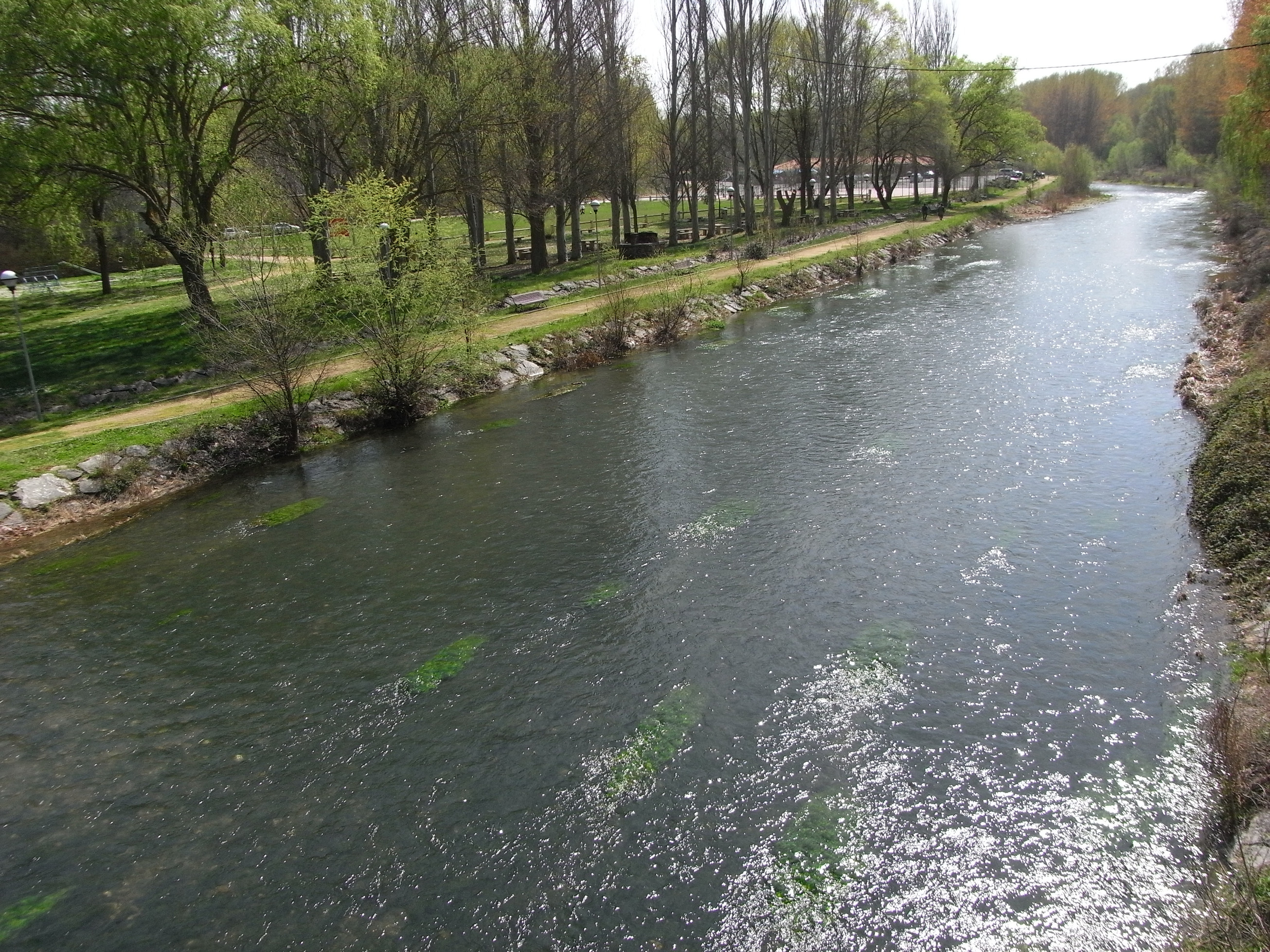
Río Tirón desde el puente de piedra.

#### Ermita de Santa María de Oreca
Del siglo XVII.

#### Ermita de la Concepción o también Ermita de la Esclavitud
Situada junto al cementerio, del siglo XVIII, que consta de una sola nave con cabecera rectangular.

## Personas destacadas
- Manuel Pablo de Salcedo y Ortes de Velasco, descendiente de Juan Alfonso de Salcedo y decimotercer Señor de su castillo; perteneció a la Real Cámara de Castilla.
- José Salcedo, hermano de Manuel Pablo, fue capellán mayor de la de Reyes Nuevos de Toledo en el siglo XVIII.
- Julián Cantera Orive, historiador de La Rioja y autor de “La Batalla de Clavijo”; falleció en 1972.

## Fiestas
- 29 de abril San Pedro de Verona mártir: Procesión a la ermita de la Purísima Concepción con la Virgen de la Concepción. Se reparte la escudilla, zurracapote y queso.
- 24 de agosto San Bartolomé y acción de gracias.